# Бондар Ніна Михайлівна
Ніна Михайлівна Бондар (нар. 23 серпня 1934, село Червоний Поділ, тепер село Мирне Білозерського району Херсонської області — ?) — українська радянська діячка, новатор виробництва, бригадир малярів Херсонського суднобудівного заводу Херсонської області. Депутат Верховної Ради УРСР 7-го скликання.

## Біографія
Народилася у селянській родині. Після закінчення середньої школи працювала в колгоспі, потім — насосницею Херсонського нафтопереробного заводу.
З 1958 року — наповнювач кисневих балонів, апаратниця на виробництві кисню, з 1962 року — маляр Херсонського суднобудівного заводу. Виконувала свої виробничі завдання на 130-135% при високій якості.
У 1963 році очолила бригаду малярів Херсонського суднобудівного заводу, якій присвоєно звання колективу комуністичної праці. Член КПРС.
Без відриву від виробництва закінчила Херсонський судномеханічний технікум.
Потім — на пенсії у місті Херсоні.